# Let It Shine
Let It Shine è un film televisivo musicale del 2012. Fanno parte del cast Tyler James Williams, Coco Jones, Trevor Jackson e Brandon Mychal Smith. Il film segue un timido, un musicista di talento, che segue dei passi hip hop romantici per la ragazza di cui è innamorato, che segue dal suo migliore amico. Il film, diretto da Paul Hoen e scritto da Eric Daniel e Don D. Scott, è andato in onda negli Stati Uniti il 15 giugno 2012. Mentre in Italia è stato trasmesso in Prima TV il 19 gennaio 2013.

## Trama
Roxanne, Cyrus e Kris sono tre adolescenti e tre amici che amano la musica. Roxanne è una superstar, sebbene sia criticata da molte persone. Cyrus è innamorato di lei, ma non ha il coraggio di dichiararsi.
A seguito di un concorso canoro, Cyrus vince con la sua canzone. A causa di una foto, Roxanne pensa che Cyrus, che si fa chiamare Truth, sia in realtà Kris. Dopo aver ascoltato la canzone e aver decretato che Kris sia il vincitore del concorso, quest'ultimo prende il posto di Cyrus come vincitore e diventa famoso insieme a Roxanne.
Mentre Kris inizia a viaggiare con Roxanne e a raccogliere fama e soldi, Cyrus si avvicina a Roxanne, diventando un suo grande amico e dandole grandi consigli. Roxanne si affeziona a Cyrus, ma rimane insieme a Kris, con cui inizia una relazione ma con cui non riesce proprio ad andare d'accordo.
Dopo innumerevoli incomprensioni, Cyrus e Kris si trovano faccia a faccia e, insultandosi a vicenda, mettono fine alla loro amicizia. Come se non bastasse, il padre scopre che Cyrus lavora in un bar e che canta e suona. Arrabbiato per la scoperta, dal momento che odia quel tipo di posti o musica, proibisce al figlio di tornare al bar o di cantare ancora. Cambierà idea quando leggerà i testi delle sue canzoni e capirà quanto è bravo.
La sera di una gara importante, Cyrus e Kris fanno pace e decidono di dire la verità. Salito sul palco con Roxanne, Cyrus canta insieme a lei, facendole capire che lui è Truth e non Kris. Sconvolta da questa rivelazione, Roxanne lascia il palco e smette di parlare sia con Kris che con Cyrus.
Prima di partire e lasciare per sempre la città, Roxanne viene convinta da Kris a dare un'altra occasione a Cyrus. Capendo che in realtà è sempre stata innamorata di Cyrus, Roxanne decide di dare retta a Kris e si riappacifica con Cyrus, iniziando una relazione con lui e rinunciando al successo.

## Cast
- Tyler James Williams interpreta Cyrus DeBarge
- Coco Jones interpreta Roxanne 'Roxie' Andrews, cantante famosa amica di Cyrus e Kris fin dall'asilo
- Trevor Jackson interpreta Kris McDuffy, migliore amico di Cyrus.
- Brandon Mychal Smith interpreta Lord of Da Bling
- Nicole Sullivan interpreta Lyla, manager e stilista di Roxanne
- Courtney B. Vance interpreta Jacob DeBarge, padre di Cyrus che, nella maggior parte del film, pensa che il rap e l"hip-hop debba essere vietato. Alla fine del film, dopo aver letto i testi delle canzoni scritte da Cyrus, accetta la passione del figlio per il rap/hip-hop e lo supporta.
- Dawnn Lewis interpreta Gail DeBarge, madre di Cyrus che incoraggia figlio a inseguire il suo sogno

## Colonna sonora
In Italia la maggior parte delle canzoni sono state adattate in italiano da Lorena Brancucci ed eseguite dal cast di doppiatori italiano. Non è stato pubblicato alcun cd contenente le tracce tradotte in italiano.
1. Don't Run Away - Tyler James Williams
2. Guardian Angel - Tyler James Williams ft. Coco Jones
3. Me and You -Tyler James Williams ft. Coco Jones
4. What I Said -y Coco Jones
5. Who I'm Gonna Be - Coco Jones
6. You Belong to Me - Tyler James Williams
7. Tonight's the Night - Brandon Mychal Smith & Spencer Lee Tyler ft. James Williams
8. Around the Block - NeverMind & Gaknew Roxwell ft. Joshua Silverstein
9. Moment of Truth - Brandon Mychal Smith ft. Tyler James Williams
10. Joyful Noise -  Let It Shine cast
11. Good to Be Home -y Coco Jones ft. Let It Shine cast
12. Let It Shine - Tyler James Williams & Coco Jones
13. Self Defeat - Tyler James Williams